# PVR (телекомунікаційна послуга)
PVR (англ. Personal Video Recorder) — інтерактивна телекомунікаційна послуга за технологією IPTV в цифровому телебаченні, яка забезпечує гнучкість в управлінні цифровим контентом та дозволяє реалізацію зміщеного, тобто відкладеного у часі, перегляду.

## Історія
Концепція PVR забезпечує кожному глядачеві свій персональний прайм-тайм (англ. Prime Time Any Time). За даними провідної міжнародної публічної маркетингової компанії «Nielsen», перегляд телепередач у записі в США, починаючи з 2010 року, становив близько 6 % від загального споживання контенту та з роками ця частка тільки зростала. Провідні провайдери США (Dish, DirecTV та ін.) взагалі не пропонували своїм клієнтам простих ресиверів, а тільки — мультирозумні рішення з PVR-сервером, що роздавав контент по всіх кімнатах і навколо будинку за протоколом R-view4, Whole-Home PVR та інших. У Європі PVR також стрімко набрав своєї популярності. 

## Технічні можливості
Для реалізації послуг PVR в новому поколінні цифрового телебачення в мережах IPTV застосовуються відеосервери. Відеосервер - це дисковий масив великої ємності з встановленим програмним забезпеченням, які реалізують multicast-трансляцію відеоматеріалів для послуги NVoD і unicast-трансляцію при наданні послуги VoD. Відеосервер дозволяє здійснювати перехоплення і запис multicast-потоків, тобто підтримувати послугу PVR, яка полягає в реалізації перегляду відкладеного у часі контенту.
Фактично PVR – є однією з технологій реалізації сервісу catch up та є приватним записом для подальшого індивідуального перегляду контенту. Найчастіше записується на STB. При цьому, у додатку IPTV-каналу передбачено можливість запису певним користувачем аудіо- або відео-фрагменту необхідного каналу під час його трансляції. Запис здійснюється на USB-накопичувач, підключений до STB, у форматі Video Transport Stream File (.ts) з ім'ям файлу: <Ім'я запису>.ts.tmp.ts.
Існує два варіанти запису PVR:
- живого потоку (Live або DVR), який передається абоненту за HLS, тобто за адаптивним протоколом потокової передачі на основі HTTP, який відправляє відео- та аудіоконтент по мережі в невеликі сегменти потокового мультимедіа на основі TCP, які збираються повторно в місці призначення. Далі отримані сегменти складаються у .mp4. Важливо, що коли архів передається у вигляді потоку, він має практично константний бітрейт. І якщо почати передавати файл з сервера на приставку, він буде передаватися зі швидкістю, яка дозволить з'єднання між приставкою і сервером. Таким чином, STB може запросити з сервера потік з архіву і записати його в .mp або безпосередньо записувати Live-потік (тобто абонент натискає кнопку, і починає йти запис потоку);
- mpimport, у цьому випадку приставка звертається до Middleware ("Дай мені запис передачі"). Middleware звертається до Flussonic (“вивантаж .mp4”). Flussonic вивантажує .mp4, віддаючи у відповідь Middleware URL-адресу. Від Middleware ця URL-адреса відправляється на STB, а приставка запитує і завантажує .mp4-файл із сервера. Другий варіант найчастіше вважається проміжним кроком для реалізації nPVR[3].